# Эвкалипт однокрылый
Эвкалипт однокрылый (лат. Eucalyptus ×unialata) — вечнозелёное дерево, вид рода Эвкалипт (Eucalyptus) семейства Миртовые (Myrtaceae).
Мэйден, Блэкли и Бретт рассматривают его как гибрид первого поколения от Эвкалипта шаровидного и Эвкалипта прутовидного.

## Распространение и экология
В природе ареал охватывает Тасманию и остров Порт-Филипп; встречается одиночными деревьями в лесах из Эвкалипта шаровидного и Эвкалипта прутовидного.
Лучше растёт на низменностях с глубокими наносными почвами.

## Ботаническое описание
Дерево высотой до 35 м.
Кора гладкая, белая, опадающая, или грубая, бороздчатая, иногда покрытая выделением кино.
Молодые листья супротивные, в большом числе пар, сизые, сидячие, яйцевидные, сердцевидные или сердцевидно-ланцетные, длиной 5—7 см, шириной 1,5—3 см, или более крупные. Взрослые — очерёдные, черешковые, ланцетные, длиной 15—20 см, шириной 1,5—2 см, или более крупные, заострённые, тёмно-зелёные, блестящие.
Зонтики пазушные, трёхцветковые, сидящие на сжатой ножке; бутоны сидячие или почти сидячие, эллиптические, длиной 15 мм, диаметром 10 мм, зелёные или слабо-сизые; крышечка широко коническая, гладкая, по длине равна трубке цветоложа; пыльники качающиеся, обратнояйцевидные, с выемкой у вершины, открываются параллельными щелями; железка яйцевидно-продолговатая, большая.
Плоды сидячие, широко кубарчатые или полушаровидные, длиной 11—13 мм, диаметром 14 мм; диск образует толстый выпуклый валик; створки сильно выступают.
На родине цветёт в ноябре — январе; на Черноморском побережье Кавказа — в декабре — апреле, в некоторые годы — с декабря до май.

## Таксономия
Вид Эвкалипт однокрылый входит в род Эвкалипт (Eucalyptus) подсемейства Миртовые (Myrtoideae) семейства Миртовые (Myrtaceae) порядка Миртоцветные (Myrtales).
|  |                                      |  |                                                             |                                                             |                    |  | ещё 13 семейств (согласно Системе APG II) | ещё 13 семейств (согласно Системе APG II)    |                                              |  |  |  | ещё 130 родов       | ещё 130 родов           |  |  |
|  |                                      |  |                                                             |                                                             |                    |  | ещё 13 семейств (согласно Системе APG II) | ещё 13 семейств (согласно Системе APG II)    |                                              |  |  |  | ещё 130 родов       | ещё 130 родов           |  |  |
|  |                                      |  |                                                             | порядок Миртоцветные                                        |                    |  |                                           |                                              | подсемейство Миртовые                        |  |  |  |                     | вид Эвкалипт однокрылый |  |  |
|  |                                      |  |                                                             | порядок Миртоцветные                                        |                    |  |                                           |                                              | подсемейство Миртовые                        |  |  |  |                     | вид Эвкалипт однокрылый |  |  |
|  | отдел Цветковые, или Покрытосеменные |  |                                                             |                                                             | семейство Миртовые |  |                                           |                                              | род Эвкалипт                                 |  |  |  |                     |                         |  |  |
|  | отдел Цветковые, или Покрытосеменные |  |                                                             |                                                             |                    |  |                                           |                                              |                                              |  |  |  |                     |                         |  |  |
|  |                                      |  | ещё 44 порядка цветковых растений (согласно Системе APG II) | ещё 44 порядка цветковых растений (согласно Системе APG II) |                    |  |                                           | ещё 1 подсемейство (согласно Системе APG II) | ещё 1 подсемейство (согласно Системе APG II) |  |  |  | ещё более 700 видов |                         |  |  |
|  |                                      |  |                                                             | ещё 44 порядка цветковых растений (согласно Системе APG II) |                    |  |                                           |                                              | ещё 1 подсемейство (согласно Системе APG II) |  |  |  |                     |                         |  |  |